# 岩手県道292号大野山形線
岩手県道292号大野山形線（いわてけんどう292ごう おおのやまがたせん）は、岩手県九戸郡洋野町と久慈市を結ぶ一般県道である。

## 概要
洋野町大野の国道395号交点から南へ分岐し、おおむね南または南西へ延び、久慈市山形町の岩手県道5号一戸山形線交点に至る。洋野町から二戸市方面への短絡ルートになっている。

### 路線データ
- 実延長 : 16,289.8 m[1]
- 起点：九戸郡洋野町大野[1]（国道395号交点）
- 終点：久慈市山形町[1]（岩手県道5号一戸山形線交点）

## 歴史
- 1995年（平成7年）3月17日 - 岩手県道に認定される[1]。

## 路線状況

### 重複区間
- 岩手県道42号戸呂町軽米線：久慈市山形町戸呂町 地内

## 地理

### 交差する道路
- 岩手県道42号戸呂町軽米線（久慈市山形町戸呂町）北緯40度12分18.2秒 東経141度35分7.1秒
- 岩手県道42号戸呂町軽米線（久慈市山形町戸呂町）北緯40度12分16.1秒 東経141度34分33.1秒